# 复兴2B型电力机车
复兴2B型电力机车，前稱和谐2F型电力机车，为八轴大功率交流传动货运机车，由中国北车集团大同电力机车有限责任公司制造，2014年下线，为中国第一代30 t轴重交流电力机车。机车轴式 2(Bo-Bo) ，最高速度100 km/h ，牵引功率9600 kW（2×4800 kW）。据推算起动牵引力约为900~ 960 kN，持续牵引力约为 720 kN（48 km/h）~640 kN（54 km/h），牵引能力比现有同功率和谐型电力机车高出大约20%。在HXD2F的设计中，大同厂采用了机车底架和设备台架一体化等设计方式，增强了机车的承载力，提高了机车对各种线路的适应能力。特别是针对雾霾天气给铁路运行带来的影响，大同厂成功开发出两种防雾闪方案，能够保证机车在雾霾天气中安全运用。另外机车还增强了在沙尘、冻雨、高寒和高温等气候条件下运行的稳定性和实用性。

## 研制历史
2014年4月8日，首两台HXD2F在大同厂试制完成并成功下线，并开始在晋中南铁路通道重载专线进行型式试用评审。2014年6月25日,中国铁路总公司颁布了《中国铁路总公司铁路机车车辆设计定型管理办法》，要求新设计铁路机车车辆必需按照规定的程序开展设计定型工作，新设计机车样车在上正线运用考核前，应进行试用评审。HXD2F机车试用评审是新文件颁布以来首次按照新程序进行的机车试用评审。

截至2014年9月19日，HXD2F在晋中南铁路通道重载专线顺利完成整车全部型式试验项目，其中包括机车牵引特性、电制动特性、空气机械制动、防滑防空转、过分相、空气动力学、动应力、弓网试验、温升试验和网络试验等30余项型式试验，并开始进行重载综合试验。原铁道部部长傅志寰院士、周黎司长等铁路总公司领导在晋中南铁路通道长治北段和长子南站视察了试验情况，傅志寰一行先后视察了南车30 t轴重HXD1F和北车30 t轴重HXD2F的重载综合试验工作，听取了株洲厂和大同厂等单位的汇报工作。傅志寰院士对该型机车重载综合型式试验工作给予了肯定和表扬，并希望该项目后续综合研究性试验工作再接再厉、顺利完成工作任务。

在两个多月的综合试验期间，两台HXD2F型机车运用情况良好，确保了综合试验的顺利进行，得到了路局、机务段、铁科院及司乘人员的一致好评。2014年11月26日，中国铁路总公司科技管理部会同运输局机务部在北京组织召开了我国完全自主创新的首台30 t轴重交流传动货运电力机车（HXD2F机车）试用评审会，大同厂的HXD2F通过评审。接下来的机车运用考核为20万公里和1年，考核完成并经过解体检查合格后，HXD2F机车设计定型工作将全部完成，并可办理生产许可证。
2018年10月尾，HXD2F型機車通過鐵總的技術評審。同年12月更名為FXD2B型電力機車。
2020年1月21日，國家鐵路局正式批准FXD2B量產。